# Tulčík
Tulčík (em húngaro: Töltszék) é um município da Eslováquia, situado no distrito de Prešov, na região de Prešov. Tem 12,81 km² de área e sua população em 2018 foi estimada em 1.325 habitantes.

## Demografia
| Ano:        | 1994 | 2004   | 2014   | 2024   |
| ----------- | ---- | ------ | ------ | ------ |
| Broj ljudi: | 1271 | 1304   | 1327   | 1334   |
| Razlika:    |      | +2,59% | +1,76% | +0,52% |

| Ano:               | 2023 | 2024   |
| ------------------ | ---- | ------ |
| Número de pessoas: | 1324 | 1334   |
| Diferença:         |      | +0,75% |